# 6696 Eubanks
6696 Eubanks (1986 RC1) là một tiểu hành tinh vành đai chính được phát hiện ngày 1 tháng 9 năm 1986 bởi Oak Ridge Observatory ở Harvard.
Nó được đặt theo tên Marshall Eubanks thuộc US Naval Observatory, In honor of his contributions to astronomy và geodesy, among them his development of the navy radio interferometry network và his analysis of data relating to Earth's rotation và polar motion. The name was proposed by I.I. Shapiro.
- Schmadel‏, Lutz D. (2003). Dictionary of minor planet names. Springer‏. ISBN 3-540-00238-3.